# Kloster Holzheim

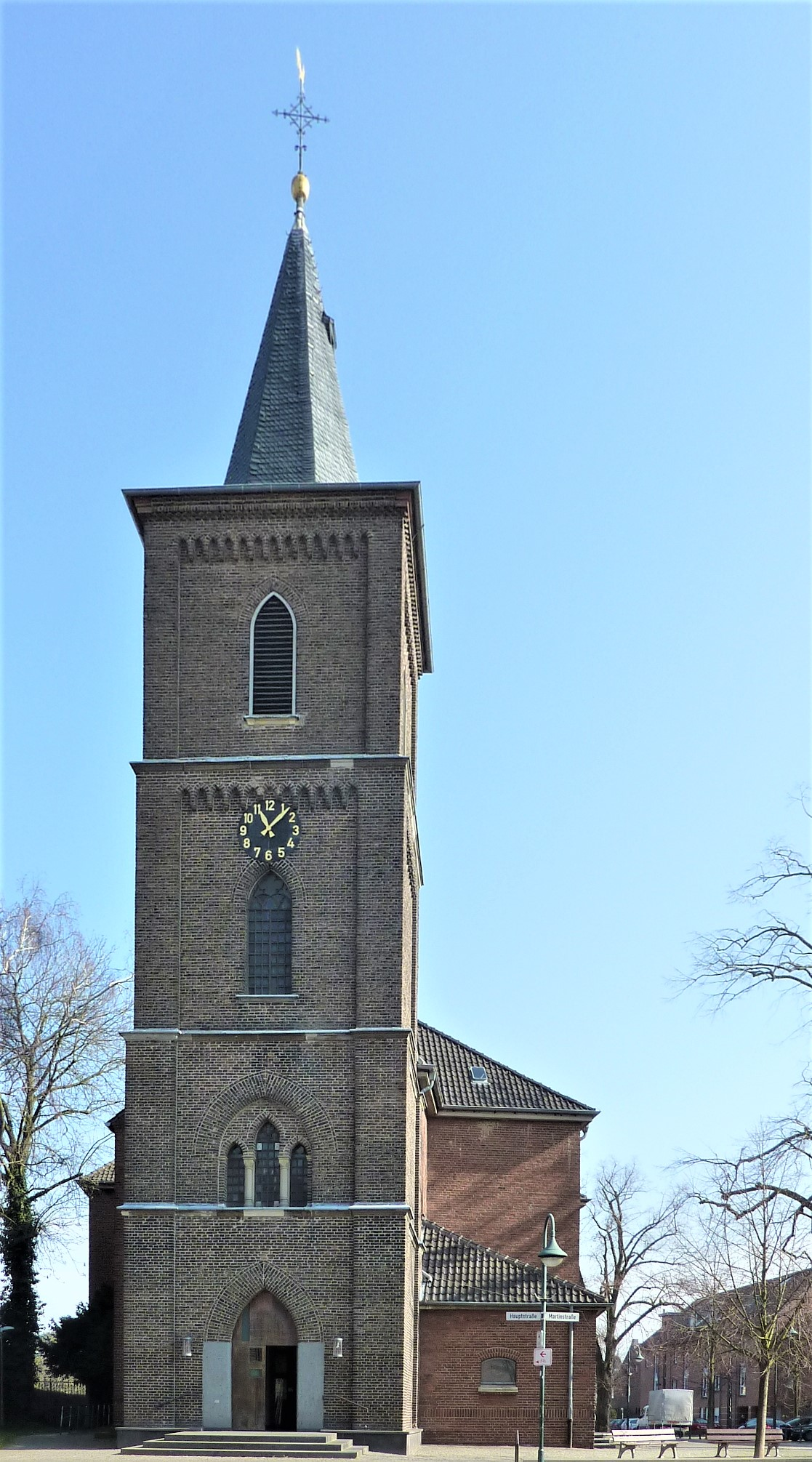
St. Martinus zu Neuss-Holzheim

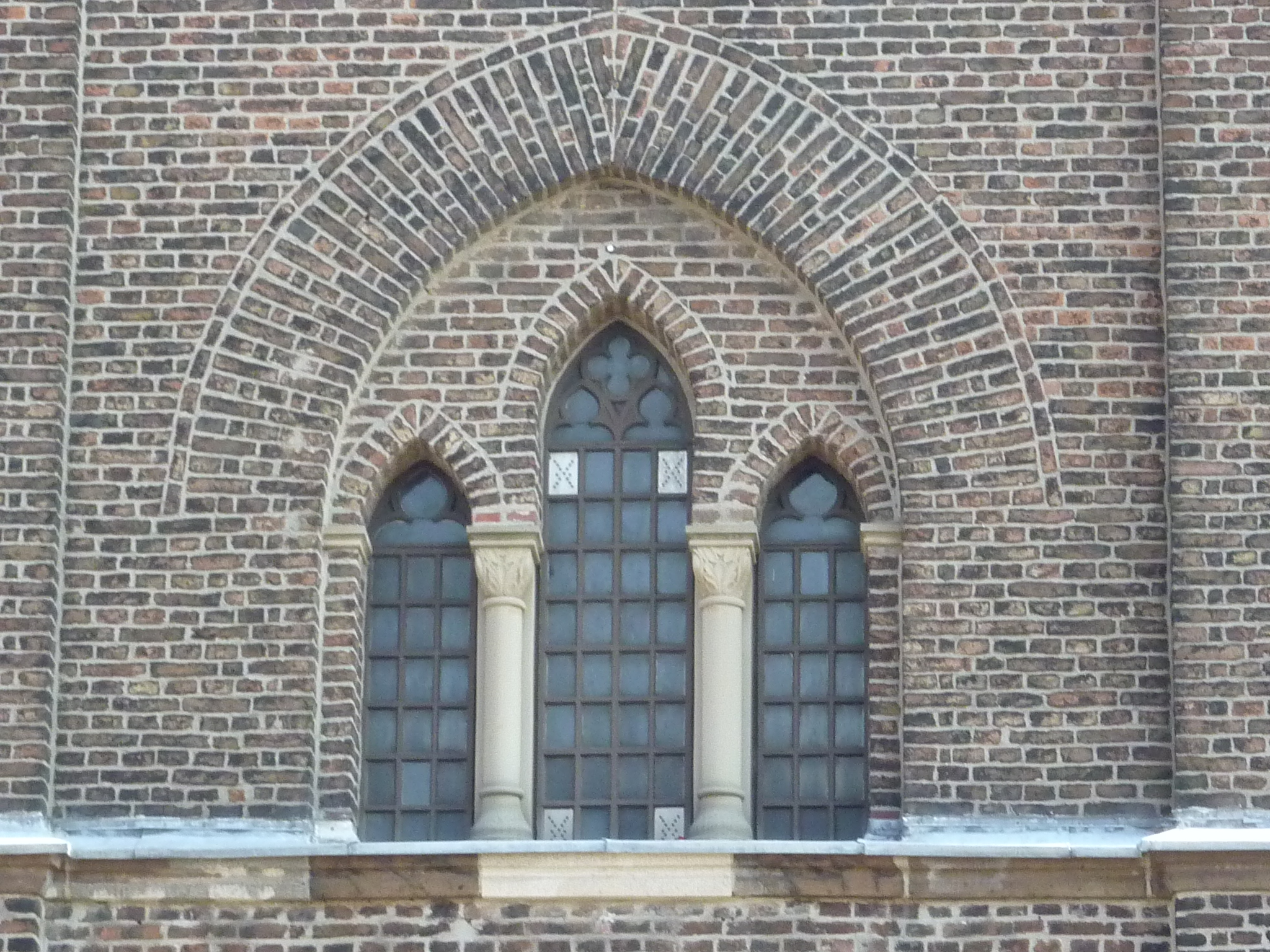
Die romanischen Säulen

Das Kloster Holzheim, auch „Kluse“ genannt, war ein Konvent der Regulier-Nonnen (der Augustinerinnen) in Neuss-Holzheim (Rhein-Kreis Neuss), das auf dem Frohnhof der Herren von Helpenstein, neben der Kirche, errichtet wurde. Sie haben zu einem unbekannten Zeitpunkt die Augustinerregeln angenommen.

## Geschichte
Die Geschichte des Klosters ist in den Archiven erst ab 1432 dokumentiert. Da das Kloster auf dem Frohnhof der Helpensteiner errichtet wurde, ist eine Gründung des Klosters zwischen 1367 und 1413, dem Tode der letzten Helpensteinerin, anzunehmen. Anlass der Gründung wäre die Sühne der von Friedrich von Helpenstein herbeigeführten Tötung seines Bruders Philip im Jahr 1367. Eine Gründung vor 1400 ist auch durch die Gründungsgeschichte des Klosters St. Nicolaus bei Schloss Dyck anzunehmen. Als erste Vorsteherin ist 1432 Dena Mengwaters aus Neuss mit drei Schwestern und einer Konversin belegt. Eine Urkunde des Papstes Innozenz VIII. vom 28. April 1487 berichtet über die Klostergebäude und die Inkorporation der Pfarrkirche St. Martinus in das Kloster. Diese dort genannte Inkorporation der Kirche hat nie stattgefunden, da die Kirche in ununterbrochener Folge bis 1600 in weltlichen Händen lag. Die Nonnen konnten den Gottesdienst in St. Martinus durch das Klausurgitter mitverfolgen. 
Ein Visitationsprotokoll benennt für das Jahr 1494 26 Konventualinnen. Die Visitation wurde durch die Äbte von Groß St. Martin in Köln und des Klosters Knechtsteden sowie vom Prior des sogenannten Neusser Oberklosters, der der geistliche Rektor des Konvents war, durchgeführt.
Im Dreißigjährigen Krieg bzw. im erweiterten Hessenkrieg wurde Holzheim und das Kloster im Jahr 1642, nach der Schlacht auf der Kempener Heide, zerstört. Die Augustinerinnen verließen das Kloster und ließen sich später im Kloster Marienberg nieder.
An der Stelle der Klausur entstand ein Wirtschaftshof, der bis zur Säkularisation im Besitz des Marienbergklosters verblieb. Die romanische Pfarrkirche Holzheims wurde 1841/43 durch einen Neubau ersetzt und an Peter und Paul 1843 eingeweiht. Er wurde 1944 bis auf den Turm zerstört. In ihm befinden sich heute die ältesten Glocken der Stadt Neuss. Sie stammen aus den Jahren 1399 und 1444. In die Turmfassade wurden zwei romanische Säulen des Vorgängerbaus in das dreiteilige Fenster eingelassen.